# Lenny White
Leonard "Lenny" White lll (født 19. december 1949 i New York, USA) er en amerikansk trommeslager.
White slog igennem med Chick Coreas gruppe Return To Forever først i 1970'erne. Denne gruppe var sammen med Weather Report og  Mahavishnu Orchestra, en af de mest toneangivene Jazzrock-grupper i tiden. Han har ligeledes spillet og indspillet med Miles Davis, Freddie Hubbard, Jackie McLean, Joe Henderson, Woody Shaw, Jaco Pastorius, Gil Evans og Stan Getz. 
White har også lavet indspilninger i eget navn.

## Diskografi

### Som forsanger
- 1975: Venusian Summer (Nemperor)
- 1977: Big City (Nemperor)
- 1978: The Adventures of Astral Pirates (Elektra)
- 1978: Streamline (Elektra)
- 1979: Best of Friends (With the Twennynine) (Elektra)
- 1980: Twennynine (With Lenny White) (Elektra)
- 1981: Just Like Dreamin' (With the Twennynine) (Elektra)
- 1983: Attitude (Wounded Bird)
- 1983: In Clinic (DCI)
- 1995: Present Tense (Hip Bop/Koch)
- 1996: Renderers of Spirit (Hip Bop Essence)
- 1999: Edge (Hip Bop Essence)
- 2002: Collection (Hip Bop)
- 2004: Tribute to Earth, Wind and Fire (Trauma)
- 2010: Anomaly (Abstract Logix)

### Medvirkende
Med Azteca
- 1972: Azteca (Columbia)
- 1973: Pyramid of the Moon (Columbia)
- 2008: From The Ruins (Inakustic Gmbh)

Med Stanley Clarke
- 1973: Children of Forever (Polydor)
- 1975: Hello Jeff (Nemporer)

Med Al Di Meola:
- 1976: Land of the Midnight Sun (Columbia)
- 1976: Elegant Gypsy (Columbia)

Med Return to Forever
- 1973: Hymn of the Seventh Galaxy (Polydor)
- 1974: Where Have I Known You Before (Polydor)
- 1975: No Mystery (Polydor)
- 1976: Romantic Warrior (Columbia)
- 2009: Returns

Med Larry Coryell & Victor Bailey
- 2005: Electric
- 2006: Traffic

Med Chaka Khan, Freddie Hubbard, Joe Henderson, Chick Corea & Stanley Clarke
- 1982: Echoes of an Era (Elektra)
- 1982: Echoes of an Era 2 – The Concert (Elektra)

Med andre
- 1969 – Andrew Hill: Passing Ships (Blue Note) [not released until 2003]
- 1970 – Joe Henderson: If You're Not Part of the Solution, You're Part of the Problem (Milestone)
- 1970 – Freddie Hubbard: Red Clay (CTI)
- 1970 – Woody Shaw: Blackstone Legacy (Contemporary)
- 1970 – Miles Davis: Bitches Brew (Columbia)
- 1971 – Curtis Fuller: Crankin' (Mainstream)
- 1976 – Don Cherry: Hear & Now (Atlantic)
- 1976 – Jaco Pastorius: Jaco Pastorius (Epic/Legacy (Sony Music))
- 1990 – The Manhattan Project (Blue Note)
- 1990 – Michel Petrucciani: Music (Blue Note)
- 1994 – Marcus Miller, Michel Petrucciani, Bireli Lagrene & Kenny Garrett: "Dreyfus Night in Paris" (Dreyfus Jazz) [not released until 2003]
- 1995 – Urbanator: Urbanator (Hip Bop)
- 1997 – The Geri Allen Trio & The Jazzpar 1996 Nonet: Some Aspects of Water (Storyville)
- 1998 – Geri Allen: The Gathering (Verve, 1998)
- 1999 – Stanley Clarke, Karen Briggs, Rachel Z & Richie Kotzen Vertú (Sony)
- 2009 – The Stanley Clarke Trio: Jazz in the Garden (Heads Up)
- 2011 – Jamey Haddad, Lenny White, Mark Sherman:Explorations In Space and Time (Cesky) [1]

## Eksterne kilder og henvisninger
- Biografi mm